# DINOSAUR
《DINOSAUR》是日本音樂組合B'z的第20張原創專輯。於2017年11月29日由VERMILLION RECORDS發行。

## 概要
發表於B'z即將突入結成30週年之際，成為了B'z總計第20張原創專輯。雖然是「30週年」「第20張」這樣的紀念專輯，但成員在製作時對此毫無意識，之後因工作人員指出「這是一個轉捩點」才察覺並做了回顧。此外，由於自發售約1年半後日本元號從平成改元為令和，因此本作是於平成所發售的最後一張CD作品。
作為原創專輯，與前作『EPIC DAY』時隔2年8個月。收錄了包含作為單曲發售的「声明」與「Still Alive」以及作為「B'z×7-Eleven商品博覽會」電視廣告曲先行公開的「CHAMP」等13首歌曲。未收錄2015年發行的52nd單曲「RED」、2016年發行的數位上架單曲「世界はあなたの色になる」、「フキアレナサイ」。
在初回限定盤附屬特典DVD及Blu-ray Disc中，完整收錄了在2017年8月舉行的野外搖滾音樂節『ROCK IN JAPAN FESTIVAL 2017』上出演時的演唱會影像。
於2018年作為結成30週年紀念，與迄今為止發售過的原創專輯一同被黑膠唱片化。

## 關於專輯標題
關於專輯標題『DINOSAUR』，除了具有「恐龍」的意思以外，亦有其引申出的「古老而過時的事物」之意。
作為本次專輯的方向性，是以類似於Deep Purple那樣的「70年代硬式搖滾」為形象進行製作。箇中緣由來自於，稻葉從總經理那裡聽說到這樣的事「B'z似乎被說是日本唯一的硬式搖滾樂團」「在日本除了B'z以外沒有人要做硬式搖滾了」。於是，作為製作專輯的關鍵字出現了「DINOSAUR」一詞。雖然成員從鼓手Shane Gaalaas那裡聽說到「據說『DINOSAUR』具有自嘲過時的含義」，卻因而捕捉到正面地肯定「我們總是能在其中發現樂趣」「感覺上是，雖然古老，卻亦有驚喜」，此外由於「DINOSAUR」一詞既容易想像其容姿也易於理解，因此便將「DINOSAUR」採用為標題。順帶一提，似乎亦有「○○DINOSAUR」等附加上單詞的提案，但因松本建議「簡潔一點不是很好嗎？」而成為了「DINOSAUR」。
稻葉在日後的訪談上解說了，「DINOSAUR」的歌詞並非是以他們自身為例製作，而是在「DINOSAUR」的歌詞完成後才發現與他們自身有所重合，並與專輯標題相稱，自然而然地形成了這樣的情況。

## 製作
截至2016年起至2017年3月，雖然成員各別進行了SOLO活動，但B'z的樂曲製作亦在SOLO活動的間隙中見縫穿針地前進。開始正式製作是從2017年4月起。在本作中，邀請了松本通過冰室京介紹介認識的Yukihide "YT" Takiyama（以下簡稱YT）作為主要編曲，在夏威夷的錄音室裡，松本、稻葉與YT三人進行了前期製作。之後在洛杉磯、東京，邊移動場所邊推進製作。雖然在錄音的間隙中，有著自7月開始的『B'z SHOWCASE 2017 -B'z In Your Town-』巡演、8月參加的夏季音樂節，並夾著彼此的SOLO演唱會行程，但實際上在巡迴演唱會之前，稻葉以外的作業大致皆已完成，據說稻葉將歌聲加入完畢是在巡迴演唱會結束之後。
B'z的作品長年以Being的吉他技術團隊『FAT』為中心，FAT特製吉他放大器是首次使用原創器材進行音樂創作，每次皆是「使用決定好的器材，以決定好的方式錄音」這樣的程序。
在本作中重新評估了其方法，採用了嘗試各種器材的方案。即使是在迄今為止的錄音中，只要涉及到吉他便會為每曲嘗試各種各樣的吉他，再從中挑選出最佳音色，但本次除此之外還準備了相當數量的放大器，並不時進行各種替換，樂器的收錄麥克風位置，亦做了精細調整才進行錄音。
會成為這種錄音型態的開端，是來自於松本出門前往本次錄音時，附近有地方在重聽B'z過去的專輯。因松本很鍾意『ELEVEN』或『ACTION』等作品的吉他聲，故在確認了該時代的器材後，發現是尚無『FAT』的時代，據說當時正在使用既有廠商的放大器。因此，在本次錄音中誕生了「來嘗試使用當時正在使用的放大器」這樣的點子，該過程將仍沉眠於倉庫的放大器，及包含從稻葉那裡收到作為生日禮物的放大器等，順水推舟地對各式各樣的器材進行了種種嘗試。

## 發行形態
通常盤
僅含CD的形態。
初回限定盤
分為「CD+DVD」以及「CD+Blu-ray」的形態。在附屬影像軟體中，將『ROCK IN JAPAN FESTIVAL 2017』2017年8月5日公演上的B'z演唱會影像完整收錄。

## 收錄曲
| CD       | CD                 | CD                                                     | CD    |
| 曲序     | 曲目               | 编曲                                                   | 时长  |
| -------- | ------------------ | ------------------------------------------------------ | ----- |
| 1.       | Dinosaur           | 松本孝弘 稻葉浩志 Yukihide "YT" Takiyama （ 日语 ： Yukihide "YT" Takiyama） | 5:11  |
| 2.       | CHAMP              | 松本孝弘 稻葉浩志 Yukihide "YT" Takiyama               | 3:36  |
| 3.       | Still Alive        | 松本孝弘 稻葉浩志 寺地秀行 （ 日语 ： 寺地秀行）               | 4:41  |
| 4.       | （遙遠）           | 松本孝弘 稻葉浩志 Yukihide "YT" Takiyama               | 3:38  |
| 5.       | （儘管如此）       | 松本孝弘 稻葉浩志 Yukihide "YT" Takiyama               | 5:15  |
| 6.       | （聲明）           | 松本孝弘 稻葉浩志 Yukihide "YT" Takiyama               | 3:38  |
| 7.       | Queen Of The Night | 松本孝弘 稻葉浩志 Yukihide "YT" Takiyama               | 3:22  |
| 8.       | SKYROCKET          | 松本孝弘 稻葉浩志 Yukihide "YT" Takiyama               | 3:34  |
| 9.       | （Rooftop）        | 松本孝弘 稻葉浩志 Yukihide "YT" Takiyama               | 3:53  |
| 10.      | （懦弱的男人）     | 松本孝弘 稻葉浩志 Yukihide "YT" Takiyama               | 4:07  |
| 11.      | （親愛的幽靈）     | 松本孝弘 稻葉浩志 Yukihide "YT" Takiyama               | 4:47  |
| 12.      | King Of The Street | 松本孝弘 稻葉浩志 Yukihide "YT" Takiyama               | 3:39  |
| 13.      | Purple Pink Orange | 松本孝弘 稻葉浩志 Yukihide "YT" Takiyama               | 4:56  |
| 总时长： | 总时长：           | 总时长：                                               | 54:17 |

| DVD/Blu-ray Disc（僅初回限定盤附屬） | DVD/Blu-ray Disc（僅初回限定盤附屬）       |
| 曲序                                 | 曲目                                       |
| ------------------------------------ | ------------------------------------------ |
| 1.                                   | （ROCK IN JAPAN FESTIVAL 2017）            |
| 2.                                   | Liar! Liar!（ROCK IN JAPAN FESTIVAL 2017） |
| 3.                                   | （ROCK IN JAPAN FESTIVAL 2017）            |
| 4.                                   | （ROCK IN JAPAN FESTIVAL 2017）            |
| 5.                                   | （ROCK IN JAPAN FESTIVAL 2017）            |
| 6.                                   | （ROCK IN JAPAN FESTIVAL 2017）            |
| 7.                                   | Still Alive（ROCK IN JAPAN FESTIVAL 2017） |
| 8.                                   | （ROCK IN JAPAN FESTIVAL 2017）            |
| 9.                                   | juice（ROCK IN JAPAN FESTIVAL 2017）       |
| 10.                                  | （ROCK IN JAPAN FESTIVAL 2017）            |
| 11.                                  | ultra soul（ROCK IN JAPAN FESTIVAL 2017）  |

## 樂曲解說

### CD
1. 本作標題曲，但與全為大寫字母的專輯標題相對而立，樂曲這方成為了僅首字母大寫。
在專輯製作過程初期創作的樂曲，當初亦是單曲候補[11]。在約1分46秒的前奏部分，前半吉他聲部，根據松本表示是以「恐龍的吼叫[原文 11]」為形象製作而成，在樂曲製作後，由松本「想在開頭添加一些導入性的東西[原文 12]」這樣的點子而追加[15]。本樂曲的貝斯製作人員名單，列入了Chris Chaney（英语：Chris Chaney）與Barry Sparks（英语：Barry Sparks）兩人，是因為在這首樂曲的本篇貝斯聲部收錄了Chris，之後所追加的導入性聲部收錄了Barry的緣故[14]。
松本在說明關於專輯的全體聲音創作時，以「縱使不拘小節，僅憑強力和弦，亦能造就出極具衝擊效果的聲響[原文 13]」作為例子例舉出本樂曲，並解說了「Dinosaur的和音（副歌），僅為強力和弦」[15]。
歌詞如前所述，據說是「我們的風格已猶如恐龍般落後於時代[原文 14]」，但稻葉表示是在好的意義方面破釜沉舟地成為主題。此外，根據稻葉的說法「沒有人見過真正的恐龍[原文 15]」著眼於確實存在諸多未知的部分，自其處「努力生存，試圖讓自己進化[原文 16]」令這樣的想像在腦海中膨脹製作了歌詞[1]。
MUSIC VIDEO以「進化」為主題，把巨大的磐石與B'z的演奏產生共鳴並最終完成進化的模樣，以CG視覺化呈現[14]。此外，在MUSIC VIDEO前奏部分松本所使用的Random Star，是與LOUDNESS的高崎晃用自身的Firebird交易而來的吉他[13]。
電影『氣象戰』日語配音版主題歌。本樂曲是B'z首次擔任西洋電影主題歌。由該片製作公司華納兄弟提案「我們深受松本孝弘彈奏的激昂吉他聲，與主唱稻葉浩志熱情澎湃的歌詞所吸引，除了B'z以外別無人選[原文 17]」。接受邀約的B'z方，因感覺到「主角那一如既往、仍舊邁向剛強男人進化的姿態，與歌詞中所登場的Dinosaur（恐龍）重合[原文 18]」，故為該片準備了本專輯收錄曲「Dinosaur」。導演Dean Devlin寄送留言表示「他們貫徹始終、毫無動搖的音樂性，宛如本作主角Jake Lawson的生存方式，因此我確信這是一首注定相逢的樂曲[原文 19]」[16][17][18]。
2. 「B'z×7-Eleven商品博覽會」以及「Seven Net Shopping（日语：セブンネットショッピング）」電視廣告曲。與「Dinosaur」同樣亦是單曲後補[11]。
專為該電視廣告全新創作的樂曲。商業搭配端提出的要求為「像ultra soul那樣的樂曲[原文 20]」。
在製作樂曲前，成員與7-Eleven側進行了兼備7-Eleven企業說明的磋商。在企業說明中，出示了便利商店業界冠軍的業績圖表等，告訴成員「7-Eleven自負為業界之最[原文 21]」的信念。擔任作詞的稻葉，將「第1名的孤独感[原文 22]」「非支持第1名不可的心態[原文 23]」這樣的主題作為點子，腦海中便浮現一邊想像著獨自奔跑之人才能明白的驕傲、自信、苦惱，一邊作詞[19][14]。在B'z官方粉絲俱樂部的會報訪談中，當採訪者指出「但對於聽眾而言，會認為『是在唱B'z』吧[原文 24]」的時候，稻葉回答「有想過或許會被這麼認為，但我覺得那也沒什麼關係。不過在自己心中沒有那種想法呢。本身並不認為自己是CHAMP[原文 25]」[14]。
在發售前被率先演奏於自2017年7月起舉行的『B'z SHOWCASE 2017 -B'z In Your Town-』上。
在PV中，除了使用了上述的SHOWCASE影像以外，亦使用了過去的演唱會影像。
3. 53rd單曲『声明/Still Alive』2nd beat。
雖然是在開始專輯製作前便已完成的歌曲，但松本留言表示「很順利地融入了本次的專輯[原文 26]」[14]。
4. （遙遠）
在松本SOLO活動時一起演奏的Steve Billman，作為貝斯手參加。松本相當鍾意當時在演唱會上一同演出的Steve的演奏，經過松本的推薦演奏了本樂曲與「Queen Of The Night」。即便在這首樂曲已將至完成時，據說亦特地為他空下貝斯獨奏聲部等待他[15]。
5. （儘管如此）
副歌最初的「儘管如此」（それでもやっぱり）這個樂句，原本是松本在以稻葉的歌唱音調作為考量加入副歌時轉調的，為了展示轉調而創作的旋律。但之後，因松本向稻葉提案「若連這個樂句也唱，你看怎樣？[原文 27]」，而成為了稻葉的主唱聲部[15]。稻葉在把歌聲加入這首歌時，重複試唱了好幾遍[14]。
6. （聲明）
53rd單曲1st beat。
7. 「Queen Of The Night」為植物的「月下美人」之意。
意識著70年代末至80年代初左右流行的聲音所製作的樂曲。根據松本留言表示「亦有在當時實時聽過，便感到很想製作帶有那種氣息的樂曲[原文 28]」[11]，猶如是「ハートも濡れるナンバー 〜stay tonight〜」（1988年發行的1st單曲『だからその手を離して』B面曲）的延長般的東西[14]。
成為了在專輯巡演中，本作唯一的未演奏曲。
8. 「SKYROCKET」為「沖天炮」之意。
由稻葉提案了「要不要來1首較有Happy的感覺，反覆樂節明亮的Rap之類的歌曲呢？[原文 29]」，將其受理後開始作曲，並進而完成的樂曲[14]。
9. （Rooftop）
關於歌詞，稻葉留言表示「在從前看過的電影裡，有男孩與女孩在屋頂上喧鬧的場面，是回憶起那個而寫的[原文 30]」。順帶一提，已不記得電影的標題[14]。
雖然吉他連複段（Guitar Riff）與電子錫塔琴的聲音重合了，但錫塔琴的聲音是隨後才附加的[15]。這首樂曲所使用的吉他是1把Gold Top（1957年製的復刻版），放大器分別使用了「Showman」「Marshall JMP」「EVH5150III」，進行了在不改變吉他的情況下更換放大器，製造出聲音差異並創作聲音[15]。
10. （懦弱的男人）
鋼琴剪輯及混合了Slap（英语：Slapping (music)）技巧的貝斯彈奏等，獨具Funky氛圍的樂曲。亦是先創作吉他連複段的樂曲，松本回顧當時表示「強行在吉他連複段中打進了旋律[原文 31]」[15]。在樂曲間奏，收錄了來自Greg Vail的特長薩克斯風獨奏聲部。根據松本表示，在編曲初期的時間點，便有「讓Greg綿延不斷地演奏薩克斯風[原文 32]」這樣的點子[15]。Greg的錄音，據說是一口氣收錄了3、4個Take，「而後再從中挑選[原文 33]」這樣的感覺[14]。
11. （親愛的幽靈）
在夏威夷製作的樂曲，於本專輯製作過程中第2首完成的樂曲[14]。旋律的點子本身是自從前便已存在，根據松本表示，據說是來自於存樂曲點子的錄音筆中，從「2013年元旦」所紀錄下來的數據裡發現了本曲[15][20]。吉他聲部是全以原聲吉他演奏。
12. KOEI TECMO GAMES製作動作遊戲『真・三國無雙8』主題曲。
老式硬式搖滾風格的樂曲。前奏和起初不同，因松本在彈奏樂曲中的吉他連複段樂句時，稻葉提案了「前奏用這個更好吧？[原文 34]」而試著調換，和之前的前奏相比較引人入勝，故成為了現在的前奏[15]。
在演唱會上成為了自「ギリギリchop」以來，導入了會把毛巾高舉過頭頂後以螺旋式揮舞。
順帶一提，關於「Queen Of The Night」與「King Of The Street」這樣，在同一張專輯中「Queen」與「King」皆雙雙登場於曲名，稻葉表示純屬巧合，並無特別意圖[14]。
13. 戲劇性慢調曲。連松本亦將其評為「成為了一首大作[原文 35]」[11]。
根據稻葉留言表示「在心情最差的時候，眼前廣袤天空的色彩即是本曲的起點[原文 36]」[14]。歌詞的中心思想自從前便已存在。當聽到本曲的旋律時，感到似乎與其中心思想契合而使用了[1]。
結尾的吉他獨奏，根據松本表示，據說錄音幾乎是一次到位。雖然基於考量當初多少擬定了幾種獨奏，但在試聽自己錄下的即興演奏Take時感到鍾意，便把該Take帶入和弦製作完成[11]。

### DVD/Blu-ray Disc (僅初回限定盤附屬)
在『ROCK IN JAPAN FESTIVAL 2017』2017年8月5日公演上的演唱會影像。

## 商業搭配
關於單曲請參見各作品條目
- 華納兄弟電影『氣象戰』日語配音版主題歌(#1)
- B'z×7-Eleven商品博覽會 電視廣告曲(#2)
- 「Seven Net Shopping（日语：セブンネットショッピング）」電視廣告曲(#2)
- KOEI TECMO GAMES『真・三國無雙8』主題曲(#12)

## 製作人員
- 松本孝弘：吉他、全曲作曲・編曲
- 稻葉浩志：主唱、全曲作詞・編曲
- Yukihide "YT" Takiyama（日语：Yukihide "YT" Takiyama）：編曲(#1.2.4-13)、和聲歌手(#7.8.10.12)
- 寺地秀行（日语：寺地秀行）：編曲、Vocal Direction(#3)
- Sam Pomanti：和聲歌手(#8.9)
- Tommy Clufetos（英语：Tommy Clufetos）：爵士鼓(#1.2.6.8.9.12)
- Shane Gaalaas（英语：Shane Gaalaas）：爵士鼓(#2-5.7.10.11.13)
- Barry Sparks（英语：Barry Sparks）：貝斯(#1.5.8-13)
- Chris Chaney（英语：Chris Chaney）：貝斯(#1.2.6)
- Travis Carlton：貝斯(#3)
- Steve Billman：貝斯(#4.7)
- Jeff Babko：鍵盤(#1.2.4-13)
- Lenny Castro: 打擊樂器(#1.2.6)
- 斎藤ノヴ（日语：斎藤ノヴ）：打擊樂器(#4.5.7.8.11-13)
- Greg Vail：薩克斯風(#10)
- NORIHISA MATSUDA：Guitar Technician（英语：Guitar technician）(#1.4.5.7-13)
- AKIHITO "AK" ONUKI：Guitar Technician(#1-3.6)

## 特典DVD/Blu-ray支援樂手
- 增田隆宣：鍵盤
- Shane Gaalaas（英语：Shane Gaalaas）：爵士鼓
- Barry Sparks（英语：Barry Sparks）：貝斯
- 大賀好修：吉他

## 演唱會影像作品
- B'z LIVE-GYM 2017-2018 "LIVE DINOSAUR"

- B'z LIVE-GYM 2017-2018 "LIVE DINOSAUR"

- B'z LIVE-GYM 2017-2018 "LIVE DINOSAUR"

- B'z LIVE-GYM 2017-2018 "LIVE DINOSAUR"

- B'z LIVE-GYM 2017-2018 "LIVE DINOSAUR"

- B'z LIVE-GYM 2017-2018 "LIVE DINOSAUR"

- B'z LIVE-GYM 2017-2018 "LIVE DINOSAUR"

- B'z LIVE-GYM 2017-2018 "LIVE DINOSAUR"

- B'z LIVE-GYM 2017-2018 "LIVE DINOSAUR"

- B'z LIVE-GYM 2017-2018 "LIVE DINOSAUR"

## 腳註

### 出典
1. 1 2 3 4   (2018年1月號). 音楽と人. 2017-12-05.
2. ↑  . ORICON NEWS (Oricon). 2017-12-05  [2017-12-05]. （原始内容存档于2017-12-05）.
3. ↑  . Billboard JAPAN (阪神コンテンツリンク). 2017-12-06  [2017-12-06]. （原始内容存档于2017-12-10）.
4. ↑  . ORICON NEWS. Oricon. 2017-12-13  [2017-12-13]. （原始内容存档于2017-12-13）.
5. ↑  . ORICON NEWS. Oricon. 2017-01-12  [2017-01-12]. （原始内容存档于2018-01-10）.
6. ↑  年間アルバムランキング　1位～25位 （页面存档备份，存于） Oricon 2017年12月23日閲覧
7. ↑  年間アルバムランキング　91～100位 （页面存档备份，存于） Oricon 2018年12月21日閲覧
8. ↑  . 一般社團法人日本唱片協會.   [2017-12-11]. （原始内容存档于2019-09-24）.
9. ↑  . 音樂Natalie (株式會社Natasha). 2017-10-13  [2017-10-16]. （原始内容存档于2017-10-16）.
10. ↑  . BARKS (JAPAN MUSIC NETWORK株式會社). 2017-10-13  [2017-10-16]. （原始内容存档于2017-10-16）.
11. 1 2 3 4 5 6   461. SHINKO MUSIC ENTERTAINMENT. 2017-12.
12. ↑  . rockin'on.com (rockin'on). 2018-03-22  [2018-11-10]. （原始内容存档于2018-11-10）.
13. 1 2   115. B'z Party. 2017-09.
14. 1 2 3 4 5 6 7 8 9 10 11 12 13 14 15 16   116. B'z Party. 2017-01.
15. 1 2 3 4 5 6 7 8 9 10 11   (2018年1月號). Player Corporation. 2017-12-05.
16. ↑  . ORICON STYLE (Oricon). 2017-11-14  [2017-11-14]. （原始内容存档于2017-11-15）.
17. ↑  . BARKS (JAPAN MUSIC NETWORK株式會社). 2017-11-14  [2017-11-14]. （原始内容存档于2017-11-15）.
18. ↑  . SANSPO.COM (產業經濟新聞社). 2017-11-14  [2017-11-14]. （原始内容存档于2017-11-17）.
19. ↑   114. B'z Party. 2017-06.
20. ↑   vol.01. NEKO PUBLISHING. 2017-12-25.